# Tegenaria taurica
Tegenaria taurica là một loài nhện trong họ Agelenidae.
Loài này thuộc chi Tegenaria. Tegenaria taurica được miêu tả năm 1947 bởi Charitonov.